# 戈爾德貝格湖
51°4′14″N 9°28′24″E / 51.07056°N 9.47333°E

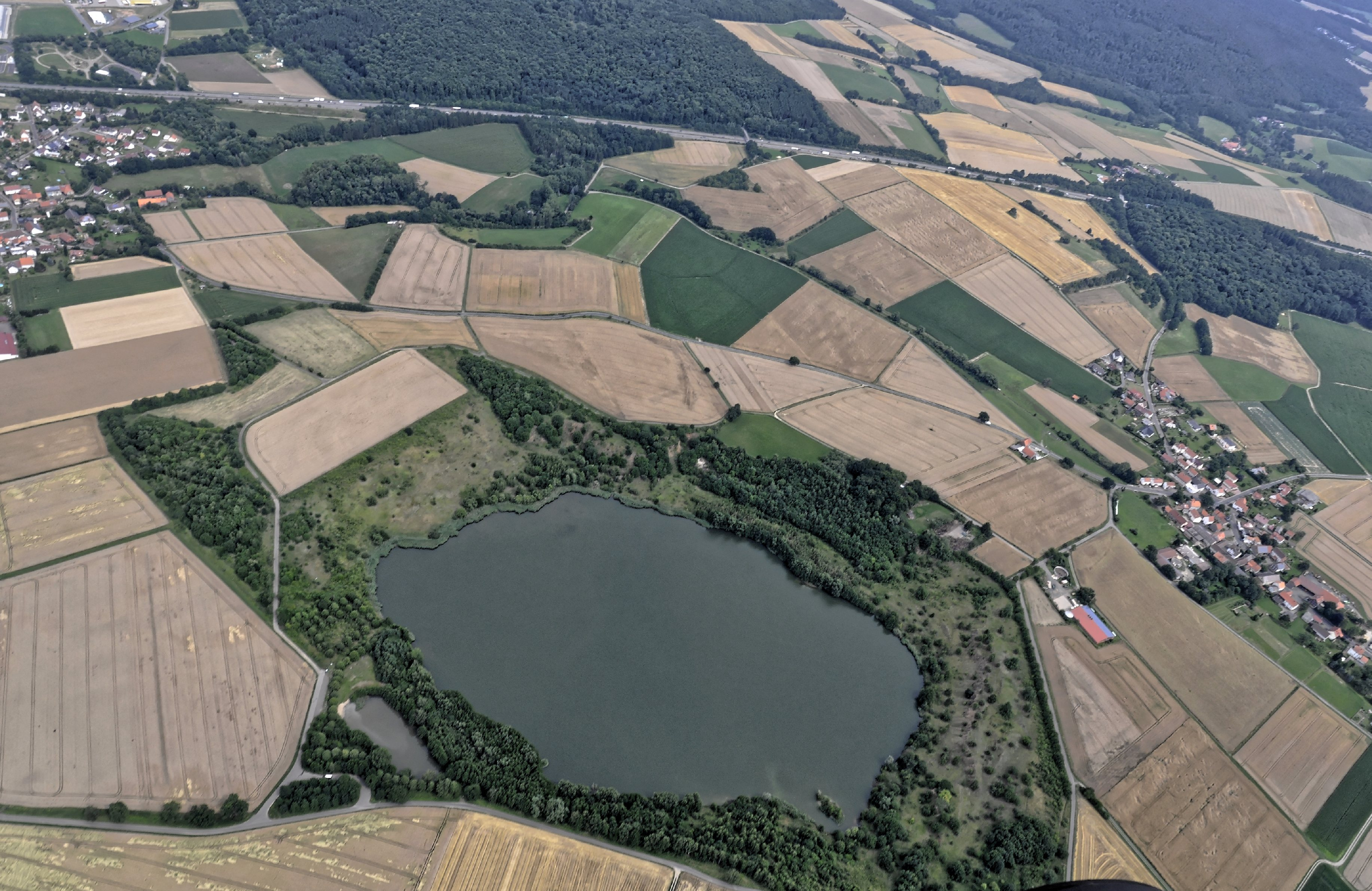

戈爾德貝格湖（德語：Goldbergsee），是德國的湖泊，位於該國中部，由黑森州負責管轄，處於施瓦爾姆-埃德爾縣，長0.6公里、寬0.4公里，面積0.17平方公里，最大水深20米，水體容量180萬立方米，湖岸線長度1.5公里。